# 分子イオン

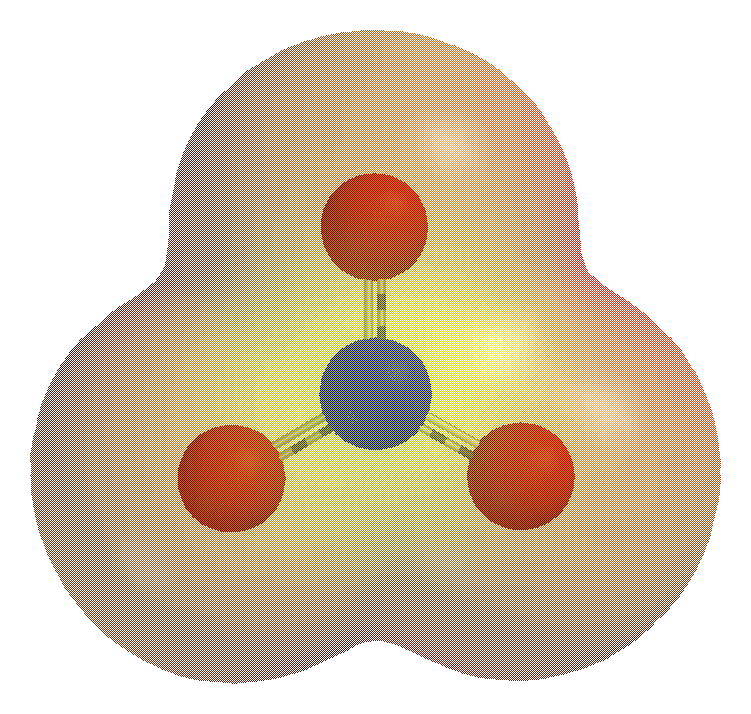
硝酸イオンの電位マップ。赤色の領域は、黄色の領域よりも電子密度が小さい。

分子イオン（ぶんしイオン、英: molecular ion）または多原子イオン(polyatomic ion) は、共有結合または錯体を作る2つまたはそれより多くの原子から構成されるイオンである。酸塩基化学においては単一の構造として働き、塩(えん)を形成する。かつては、必ずしも電荷を持たず、不対電子を持つラジカルの意味でも用いられていた。
例えば、水酸化物イオンは、1つの酸素原子と1つの水素原子から構成されており、OH-と表わされ、-1の電荷を持つ。アンモニウムイオンは、1つの窒素原子と4つの水素原子から構成され、NH4+の化学式を持ち、電荷は+1である。
分子イオンは、しばしば中性分子の共役酸または共役塩基と考えられる。例えば、硫酸イオンSO42-は、SO3+H2Oに分解されるH2SO4に由来する。

## 命名
分子イオンの命名には、2つの規則がある。1つ目は、biという接頭辞が付けられると、化学式に水素が1つ加わり、電荷が1増加する。biの代わりにhydrogenという言葉が用いられる場合もある。H+とCO32-から構成されるHCO3-は、bicarbonateまたはhydrogen carbonateと呼ばれる。
多くの分子イオンは、非金属元素酸化物由来の酸の共役塩基である。例えば、SO42-は、H2SO4に由来する。
2つ目の規則は、イオンの酸素原子の数に着目したものである。塩素のオキソアニオンを例にとると、以下のようになる。
| 酸化数     | −1                           | +1                            | +3                               | +5                               | +7                               |
| 陰イオン名 | 塩化物イオン                 | 次亜塩素酸イオン              | 亜塩素酸イオン                   | 塩素酸イオン                     | 過塩素酸イオン                   |
| 化学式     | {\displaystyle {\ce {Cl^-}}} | {\displaystyle {\ce {ClO^-}}} | {\displaystyle {\ce {ClO2{}^-}}} | {\displaystyle {\ce {ClO3{}^-}}} | {\displaystyle {\ce {ClO4{}^-}}} |
| 構造       | The chloride ion             | The hypochlorite ion          | The chlorite ion                 | The chlorate ion                 | The perchlorate ion              |

まず、基本となる名前は、-ateという語尾を持つ。1つ酸素が付加されると、perという接頭辞が付けられる。酸素が1つ減ると-ateの語尾が-iteに変わり、もう1つ減ると-iteの語尾はそのままでhypoという接頭辞が付けられる。これら全ての場合において、電荷は影響を受けない。
以上の規則は、全ての分子イオンに適用はできないが、ほとんどの場合（硫酸イオン、リン酸イオン、硝酸イオン、塩素酸イオン）に適用可能である。

## 分子イオンの例
以下の表は、分子イオンの例である。
| 陰イオン       | 陰イオン                              |
| -------------- | ------------------------------------- |
| 酢酸イオン     | {\displaystyle {\ce {CH3COO{}^{-}}}}  |
| アセチリド     | {\displaystyle {\ce {C2{}^{2-}}}}     |
| 安息香酸イオン | {\displaystyle {\ce {C6H5COO{}^{-}}}} |
| 炭酸水素イオン | {\displaystyle {\ce {HCO3{}^{-}}}}    |
| 炭酸イオン     | {\displaystyle {\ce {CO3{}^{2-}}}}    |
| シアン化イオン | {\displaystyle {\ce {CN{}^{-}}}}      |
| 水酸化物イオン | {\displaystyle {\ce {OH{}^{-}}}}      |
| 過酸化物イオン | {\displaystyle {\ce {O2{}^{2-}}}}     |
| 超酸化物イオン | {\displaystyle {\ce {O2{}^{-}}}}      |
| 硝酸イオン     | {\displaystyle {\ce {NO3{}^{-}}}}     |
| リン酸イオン   | {\displaystyle {\ce {PO4{}^{3-}}}}    |
| 硫酸イオン     | {\displaystyle {\ce {SO4{}^{2-}}}}    |

| 陽イオン             | 陽イオン                           |
| -------------------- | ---------------------------------- |
| アンモニウムイオン   | {\displaystyle {\ce {NH4{}^{+}}}}  |
| ホスホニウムイオン   | {\displaystyle {\ce {PH4{}^{+}}}}  |
| オキソニウムイオン   | {\displaystyle {\ce {H3O{}^{+}}}}  |
| フルオロニウムイオン | {\displaystyle {\ce {H2F{}^{+}}}}  |
| 水銀イオン           | {\displaystyle {\ce {Hg2{}^{2+}}}} |
| トロピリウムイオン   | {\displaystyle {\ce {C7H7{}^{+}}}} |